# الرقابة على الأفلام في مصر
يُنظر إلى الرقابة على الأفلام والمحاذير الكبيرة الواقعة على الإنتاج المحلي في مصر كأمر مفروغ منه، تحت مظلة «حماية القيم العامّة والدينية والثقافية» استخدمت كأداة للتحكم بعرض الواقع الإجتماعي والثقافي، ولتعريف وتحديد القيم الثقافية والدينية، مشكّلة عبر ذلك سياقات تلك القيم. بدأت الرقابة مبكرا على الأفلام في مصر عام 1904، كما أنها تصاعدت لمستويات قياسية بعد عام 2014.

## خلفية تاريخية
بدأت الرقابة على الأفلام في مصر مبكرا جدا، ففي عام 1904 أضيفت الرقابة على الأفلام لقانون الرقابة على المنشورات للعام 1881. ولم يمض وقت طويل حتى أصبحت الموضوع قضية تتداولها الصحف. في 8 مايو 1911، أعلنت La Réforme أن محافظة القاهرة قررت التدخل لمنع عرض الأفلام «شديدة الواقعية»، وذلك أن خطرها يتأتى من أنها قد تشجع آخرين على القيام بذات الشيء. وتلقت مخافر الشرطة أوامر بمراقبة ما يُعرض والإبلاغ الفوري للمحافظة في حال خرج فيلم عن «الأخلاق العامّة» أو «النظام».
بحلول عام 1916 كان الضغط يتصاعد في الصحافة. فأشارت الأهرام في 3 مارس 1916 إلى «شرور السينما» مستخدمة ما كان يكتب في الصحافة الإنجليزية كمثال. حيث كانت صحيفة التايمز على سبيل المثال أشارت إلى مخاطر عرض مشاهد السرقة والجريمة بشكل جذّاب. ودعت الأهرام القوات المسلحة لمنع الأفلام في جهد لحماية عقل وأخلاق الأمّة، مشيدعة بما قامت به من تحديد إستهلاك الخمور وغيرها.
في 1918، مُنع فيلم الزهرة المميتة، من بطولة محمد كريم لأسباب «دينية». حيث ظهر فيه القرآن مقلوبا، وبالتالي لم تسمح به الرقابة.
مع تعاظم صوت عدم الرضا والإنزعاج في الصحف، أصبحت الرقابة أكثر تحديدا وتنظيما. ومُرر قرار وزاري بخصوص الأفلام المستوردة عام 1921، ينص على ان ضريبة بقيمة 4% تقع على كل بكرة للأفلام لتغطية تكاليف الرقابة. وتتم الرقابة عبر لجنة تشاهد الأفلام بمجرد دحولها البلاد. فإذا وجدت اللجنة أن العمل لا يحتوى ما مسيء للأخلاق أو مزعجا لأمن الدولة، فيتم التصريح بدخوله ويحق للمستورد عرضه في دور السينما. ولكن إن تم منعه، فإن نصف الضريبة ترد للمستورد إلى جانب الجمارك.

## الرقابة المعاصرة
في السبعينات، وما تلا إستلام الكاتب يوسف السباعي لمنصب وزير الثقافة قبل حرب 1973، مُنعت أربعة افلام مؤقتا، هي "العصفور" ليوسف شاهين (1972) و"زائر الفجر" لممدوح شكري (1973)، و«التلاقي» لصبحي شفيق (1977) و«جنون الشباب» لخليل شوقي (1980)، وأدخلت الرقابة مفهوم حذف المشاهد غير المناسبة بدلا من منع العرض. فمثلا، حُذفت عدة مشاهد مثّلت الفساد الإداري أو الشرطي في الدولة قبل الهزيمة من فلم «زوار الليل».
أما فلم سعيد المرزوق المعنون "المذنبون" (1976)، وبالرغم من فوزه بجائزة أفضل فيلم مصري لذلك العام، قُطع أكثر من مرة خلال عروضه التجارية، وتم تحويل 15 موظفا في الرقابة للقضاء الإداري بسبب تمريره للعرض والتصدير، وتضمنت التهم «الخيانة العظمى».
أظهر صناع الأفلام ونقاد السينما معارضة قوية لتلك السياسات، ولكن ظل إطار ذلك الصراع هو الرقابة وصنّاع الأفلام، أما في أوائل الثمانينات فإن منعا لفيلم درب الهوى لحسام الدين مصطفى وخمسة باب لنادر جلال بقرار وزير الثقافة كشف عن توجس وتربص فاشيين لدى العديد من الصحفيين الذين لعبوا دورا أشبه بدور الوشاة للجماهير عن صنّاع الأفلام، وانقسم مجتمع صناع الأفلام نفسه، فإنتقد المخرج كمال الشيخ مثلا خمسة باب ودعا الرقابة لوضع معايير لإنتاج الأفلام، كما إنسحبت الممثلة سهير رمزي من فلم «إنقاذ ما يمكن إنقاذه» خلال التصوير معلله ذلك لصحفية الأخبار بأنها أكتشفت أنه منحط اخلاقيا، فإتخذت الرقابة في الثمانينيات شكلا جديدا يتمثل في ترك الحملات الصحفية تدعو لمنع الأفلام بدلا من منعها مباشرة من الرقابة.
في التسعينات، ظهرت حجة «صورة مصر دوليا» ثانية بالإضافة إلى «المؤامرة الغربية» و«الحرب على الدين»، فمنعت أفلام يوسف شاهين «المهاجر» و«الأبواب المغلقة» لعاطف حتاتة.
بعد عام 2014، إشتدت الرقابة إلى درجة لم تكن منذ حقبة جمال عبد الناصر، فتم عمليا حظر الأفلام المختلفة حول الثورة المصرية، بما في ذلك فيلم تامر السعيد في «آخر أيام المدينة» (2016)، وهو بانوراما القاهرة المنهارة قبل الثورة والتي تحتوي على مشهد احتجاج ضد الجيش؛ وحادث النيل هيلتون لطارق صالح (2017)، وهي فيلم جريمة تستكشف فساد الشرطة في الأيام الأخيرة لمصر في عهد مبارك. من جانب آخر، استولت الحكومة المصرية بالكامل على صناعة الترفيه في أعقاب انقلاب عام 2013، وسيطر ما يوصف ب«رهاب الكاميرا» على الحالة الذهنية العامة في مصر.